# Sexy (журнал)
Sexy — бразильский мужской  журнал с элементами эротики, выходящий ежемесячно с ноября 1992 года. В настоящий момент выпускается издательством Rickdan Ltda.
Героинями выпусков журнала разных лет были популярные в Бразилии актрисы, певицы, модели: Анамара Баррейра, Кэрол Диас, Вивиан Араужо, Нана Гувеа, Кристина Мортагуа, Гейси Арруда,  Майра Диас Гомес и другие.
В 1992 году редактор журнала «Интервью» Мишель Кольретте (1962 — 2016), видя всё нарастающую потребность общества в раскрепощённости и откровенности, создал дочерний журнал Sexy Interview. Первая версия, без обнажённых фото, была опубликована Art Editores, а обложку собой украсила известная актриса Каролина Феррас. Первоначально ежеквартальное издание с четвёртого выпуска стало носить более краткое имя Sexy и вышло с моделью Патрисией Мачадо на обложке. Первым редактором был Палмерио Дориа, который оставался в должности до 1999 года и посвятил этой работе немало страниц автобиографии «Бегство от конфиденциальности» в 2001 году.
В 1995 году журнал был приобретён журналистами Анджело Росси, Аной Фадигас и бизнесменом Отавио Мескита. В 1999 году Росси вышел из триумвирата, организовав своё издательство Rickdan, выпускающее Sexy по сей день. Позже главным редактором журнала стал Энрике Росси, сын Анджело.
C 2000 года выходит приложение к основному изданию под названием Sexy Total.